# Sony Ericsson Satio
Il Sony Ericsson Satio è un cellulare prodotto dalla Sony Ericsson. La piattaforma operativa, a differenza dell'Xperia, è Symbian, in particolare la versione Foundation (basata sul Symbian 5th Edition, ma open-source). È il primo cellulare della join-venture nippo-svedese che unisce la serie Cyber-shot (C e K series) e la serie Walkman (W series) in un all-in-one. Nel primo trimestre 2010 sarà commercializzato con sistema operativo Android.

## Caratteristiche principali
La parte multimediale comprende: fotocamera da 12.1 megapixel con flash allo xeno, autofocus, possibilità di scattare fino a 9 foto al secondo ed altri supporti. Lettore MP3 Sony Walkman e connettività Bluetooth, Wi-Fi e navigazione internet ad alta velocità.

### Design
Il design è piuttosto semplice. Non è un cellulare slide, ma è un unico blocco (candybar). Le sue dimensioni sono 111,0 x 54,0 x 15,0 millimetri; il suo spessore è di poco superiore a quello dell'iPhone 3G di Apple: la differenza è data dall'esigenza di dare spazio alla generosa fotocamera ed ai suoi dispositivi.

### Connettività, Sistema operativo e memoria
Il Sony Ericsson Satio è dotato di connessioni WLAN 802.11b/g, UMTS/HSDPA, Bluetooth 2.0. 
La memoria flash interna è di 8 gb, espandibile con Micro SD fino a 32 gb. Il sistema operativo è Symbian Foundation, che è completamente open-source.

### Schermo
Lo schermo è da 3.5" touchscreen e può riprodurre fino a 16 milioni di colori. La risoluzione è 360x640 pixel e la nitidezza e la qualità delle immagini si avvicinano molto ad un cellulare ad alta definizione.

### Variazioni cromatiche
Al Mobile World Congress 2009 è stata presentata una sola variazione cromatica nera, ma è disponibile anche bianca e rossa.